# Campeonato Mundial de Remo de 2016
O Campeonato Mundial de Remo de 2016 foi a 45ª edição do Campeonato Mundial de Remo que ocorreu entre 21 e 28 de Agosto em Willem-Alexander Baan, Roterdão, Países Baixos. O Campeonatos Mundial Júnior de Remo e o Campeonato Mundial de Remo Sub-23 ocorreram ao mesmo tempo e nas mesmas águas.
O evento anual de regata e remo foi organizado pela FISA (a Federação Internacional das Sociedades de Remo). Devido a realização dos Jogos Olímpicos de Verão de 2016, a programação do Campeonato Mundial de Remo limitou-se a eventos não-olímpicos.

## Resultados

### Quadro de medalhas

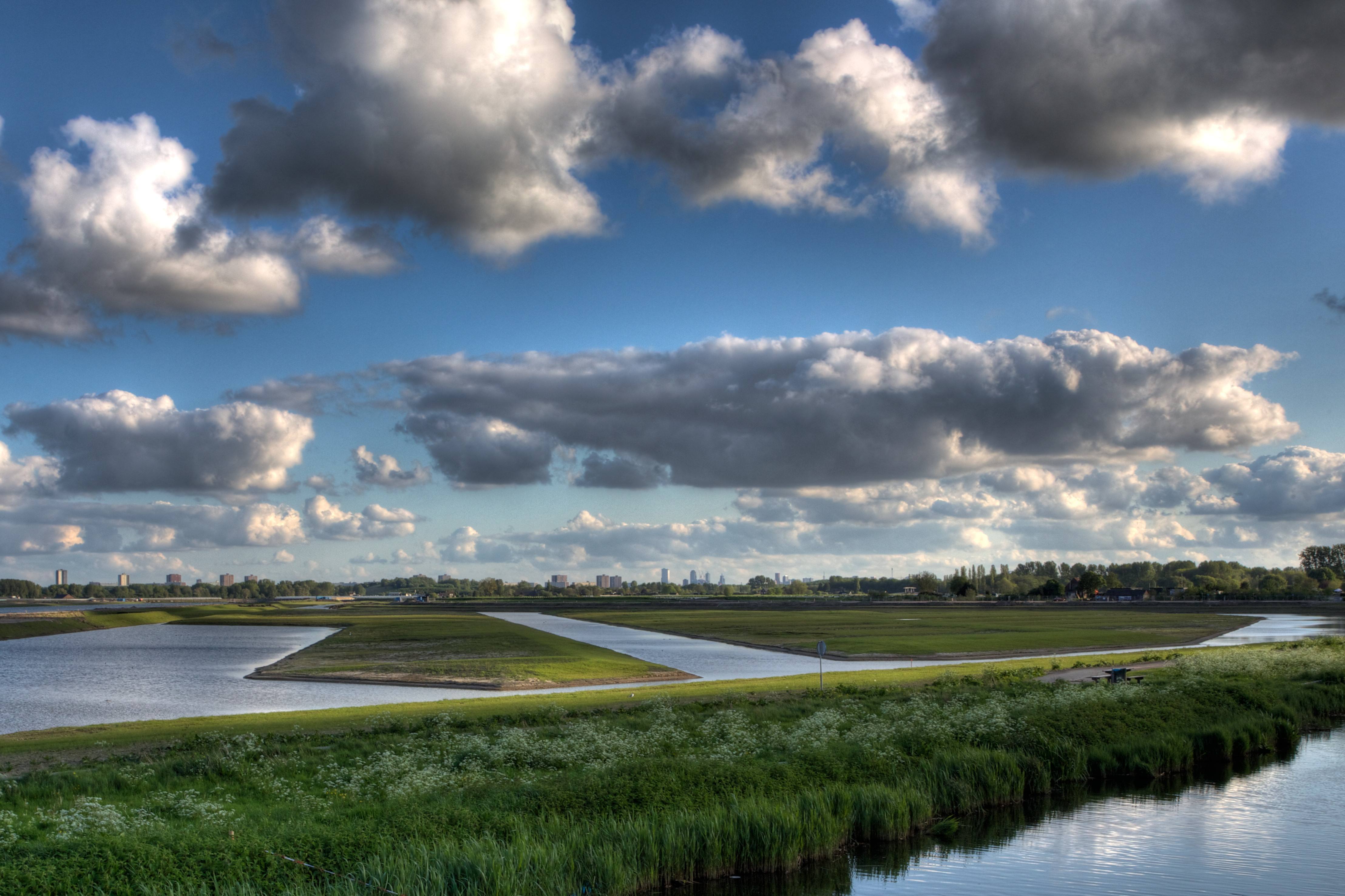
Willem-Alexanderbaan durante sua construção

| Ordem | País           | Medalha de ouro | Medalha de prata | Medalha de bronze | Total |
| ----- | -------------- | --------------- | ---------------- | ----------------- | ----- |
| 1     | Reino Unido    | 3               | 0                | 1                 | 4     |
| 2     | França         | 2               | 1                | 0                 | 3     |
| 3     | Alemanha       | 1               | 1                | 1                 | 3     |
| 4     | Irlanda        | 1               | 0                | 0                 | 1     |
| 4     | Nova Zelândia  | 1               | 0                | 0                 | 1     |
| 6     | Canadá         | 0               | 1                | 1                 | 2     |
| 7     | Áustria        | 0               | 1                | 0                 | 1     |
| 7     | Dinamarca      | 0               | 1                | 0                 | 1     |
| 7     | Hungria        | 0               | 1                | 0                 | 1     |
| 7     | Suécia         | 0               | 1                | 0                 | 1     |
| 7     | Estados Unidos | 0               | 1                | 0                 | 1     |
| 12    | China          | 0               | 0                | 1                 | 1     |
| 12    | Grécia         | 0               | 0                | 1                 | 1     |
| 12    | Itália         | 0               | 0                | 1                 | 1     |
| 12    | Rússia         | 0               | 0                | 1                 | 1     |
| 12    | Eslováquia     | 0               | 0                | 1                 | 1     |
| Total | Total          | 8               | 8                | 8                 | 24    |

### Eventos masculinos
| Event | Ouro                                                                            | Ouro    | Prata                                                                             | Prata   | Bronze                                                                                       | Bronze  |
| ----- | ------------------------------------------------------------------------------- | ------- | --------------------------------------------------------------------------------- | ------- | -------------------------------------------------------------------------------------------- | ------- |
| M2+   | Reino Unido · Oliver Cook · Callum McBrierty · Henry Fieldman                   | 7:29:69 | Canadá · Andrew Stewart-Jones · Benjamin De Wit · Kevin Chung                     | 7:32:05 | Itália · Mario Paonessa · Vincenzo Capelli · Andrea Riva                                     | 7:32:22 |
| LM1x  | Paul O'Donovan · Irlanda                                                        | 7:32:84 | Péter Galambos · Hungria                                                          | 7:36:95 | Lukáš Babač · Eslováquia                                                                     | 7:38:89 |
| LM4x  | Alemanha · Patrik Stöcker · Florian Roller · Johannes Ursprung · Cedric Kulbach | 6:23:09 | França · François Teroin · Damien Piqueras · Maxime Demontfaucon · Morgan Maunoir | 6:24:72 | Grécia · Georgios Konsolas · Spyridon Giannaros · Panagiotis Magdanis · Eleftherios Konsolas | 6:26:58 |
| LM2−  | França · Augustin Mouterde · Alexis Guerinot                                    | 7:14.18 | Dinamarca · Emil Espensen · Jens Vilhelmsen                                       | 7:15.30 | Reino Unido · Joel Cassells · Sam Scrimgeour                                                 | 7:16.49 |

### Eventos mistos
| Event    | Ouro                                             | Ouro    | Prata                                 | Prata   | Bronze                                      | Bronze  |
| -------- | ------------------------------------------------ | ------- | ------------------------------------- | ------- | ------------------------------------------- | ------- |
| LTAMix2x | França · Guylaine Marchand · Fabien Saint-Lannes | 8:38.53 | Áustria · Johanna Beyer · Rainer Putz | 9:06.51 | Rússia · Valentina Zhagot · Evgenii Borisov | 9:27.74 |